# Megalagrion dinesiotes
Megalagrion dinesiotes là loài chuồn chuồn trong họ Coenagrionidae. Loài này được Kennedy mô tả khoa học đầu tiên năm 1934.